# Hogna pulla
Hogna pulla är en spindelart som först beskrevs av Friedrich Wilhelm Bösenberg och Lenz 1895.  Hogna pulla ingår i släktet Hogna och familjen vargspindlar. Inga underarter finns listade i Catalogue of Life.